# Weird Glows Gleam
Weird Glows Gleam è il centotrentaseiesimo album in studio del chitarrista statunitense Buckethead, pubblicato il 30 gennaio 2015 dalla Hatboxghost Music.

## Il disco
Centosettesimo disco appartenente alla serie "Buckethead Pikes", l'album è uscito dopo appena un giorno dal precedente Forest of Bamboo e insieme al successivo Collect Itself, divenuti gli ultimi dischi pubblicati dal chitarrista nel mese di gennaio 2015.

## Tracce
Musiche di Buckethead.
1. Weird – 11:51
2. Glows – 6:00
3. Gleam – 11:07

## Formazione
- Buckethead – chitarra, basso, programmazione